# Kelantan
Kelantan (en jawi: كلنتن, en tailandès: กลันตัน), és un dels estats de Malàisia. La capital i seu reial és Kota Bharu. El títol àrab honorífic és Darul Naim (la bella residència).

## Districtes
- Kota Bharu (كوتا بارو)
- Pasir Puteh (ڤاسير ڤوتيه)
- Bachok (باچوق)
- Tumpat (تومڤت)
- Pasir Mas (ڤاسير مس)
- Machang (ماچڠ)
- Tanah Merah (تانه ميره)
- Kuala Krai (كوالا كراي)
- Jeli (جيلي)
- Gua Musang (ڬوا موسڠ)